# تاریخ مالزی
شبه جزیره مالایی مدت زیادی است که از یک جایگاه مهم (مرکزی) در مسیرهای تجاری بین چین و خاورمیانه برخوردار بوده‌است که نشان دهنده نقشه اولیه آن عنوانی آن به صورت ""شبه جزیره طلائی ""، تنگه‌های ملاکا به عنوان «خلیج ساباریکوس» ترجمه شده‌است.
اولین پادشاهی مالزی که بر بنادر شهرهای ساحلی حکومت می‌کرد در قرن ۱۰ میلادی تشکیل شد. این پادشاهی شامل لنگ کاسوکا، لمبابوجانگ، کداه، برآس، گانگانگارا در پراک و پان پان در کلانتن می‌باشند. تصور بر این است که آن‌ها در گذشته کشورهای هندی یا بودائی بوده‌اند.
اولین مدرک مبنی بر وجود اسلام در شبه جزیره مالایی به قرن ۱۴ میلادی در ترنگانو برمی گردد، اما طبق گاهنامه، سلاطین کداه، مهاراجا دربار راجا (۱۱۷۹- ۱۱۳۶ میلادی) در قرن ۹ به اسلام روی آورد و نام خود را به مظفرشاه تغییر داد و از آن تاریخ به بعد ۲۷ سلطان بر کداه حکومت نمودند.

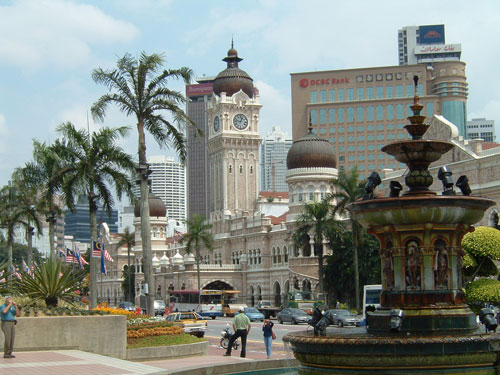
ساختمان سلطان عبدالصمد در در مجتمع‌های دربار عالی مالایا و ترید کورت (Trade Court) در کوآلالامپور. کوآلالامپور مرکز ایالات فدراتیو مالایی و پایتخت فعلی مالزی

حکومت‌های متعدد مالایی در قرون دوم و سوم میلادی وجود داشته‌اند که براساس منابع چینی بالغ بر ۳۰ عدد هستند. کداه که به عنوان کدارام یا کاتاها در زبان قدیمی پالاوا یا سانسکریت شناخته شده‌است به‌طور مستقیم بر سر راه حملات به تجار و پادشاهان هندی قرار داشته‌است. راجندرا کولا که تصور می‌شود کوتا گلانگی را از حکومت کنار زده، کداه را در سال ۱۰۲۵ آرام نمود اما جانشین وی، ویر راجندرا کولا، مجبور شد تا شورش کداه را برای غلبه بر مهاجمان سرکوب کند. پادشاه بودائی لیگور پس از مدت کوتاهی کنترل کداه را به دست گرفت و شاه چاندرابهانو از این موضوع به عنوان مبنایی برای حمله به سریلانکا در قرن ۱۱م استفاده نمود، واقعه‌ای که بر روی سنگ نوشته‌های موجود در ناگاپاتینوم در تامیل نادو و حماسه سریلانکایی ماهاواسما ثبت شده‌است. طی هزاره اول، مردم شبه جزیره مالایی، به هندوئیسم و بودائیسم روی آورند و از زبان سانسکریت استفاده کردند تا این که به اسلام ایمان آوردند.
آثاری از تأثیرات آن‌ها در اعتقادات سیاسی، ساختار فرهنگی، آداب و رسوم، زبان، هنر و فعالیت‌های فرهنگی آن هنوز قابل مشاهده‌است. گزارش‌هایی در مورد نواحی قدیمی تر از کداه موجود است مثلاً پادشاهی باستانی گانگانگارا، در حوالی بروآس در پراک- که حتی تاریخچه مالزی را از این هم قدیمی تر می‌سازد وجود داشته‌است. پاتیناپیلای، یک شاعر تامیلی در قرن دوم میلادی، راجع به کالاهایی شرح می‌دهد که از کادارام بر روی جاده‌های پهن پایتخت کولا حمل می‌شده‌است؛ و یک درام سانسکریت متعلق به قرن هفتم میلادی، به نام بوده‌است که به کداه به عنوان کاتاها- نگاری اشاره کرده‌است. آگنیپورانا همچنین به یک منطقه تحت عنوان آندا-کاتاها با مرزهاییش که به قله کوه ختم شده اشاره دارد، که دانشمندان معتقدند گانونگ جرای می‌باشد.
در اوایل قرن ۱۵، سلطان‌نشین ملاکا تحت حکومت سلسله پارامسوارا، شاهزاده پالمبانگ بنیان‌گذاری شد که از جزایر تاناسک (سنگاپور فعلی) گریخت. پارامسوارا تصمیم گرفت حکومت خود را پس از مشاهده واقعه تکان دهنده که در آن یک گوزن سفید (ماوس) یکی از سگهای شکاری او را زخمی‌کرد، تأسیس نماید. او آن را به عنوان یک نشان خوش یمن فرض کرد و پادشاهی خود را «ملاکا» نامید پس از آنکه در زیر درختی در آن ناحیه به استراحت پرداخت. از آن نقطه مرتفع، سلاطین این نواحی را که هم‌اکنون شبه جزیره مالزی، (پتانی) در تایلند جنوبی و ساحل شرقی سوماترا شناخته شده‌اند، کنترل می‌کردند. این قلمرو تا بیش از یک قرن وجود داشت، و طی این دوره زمانی، اسلام در بیشتر نقاط مجمع الجزایر مالایی گسترش یافت. ملاکا مهم‌ترین بندر تجاری در آن زمان در جنوب شرقی آسیا بود.
در سال ۱۵۱۱ میلادی، ملاکا توسط پرتغال تصرف شد و در آنجا یک مستعمره ایجاد نمود. پسران آخرین سلطان ملاکا، دو سلطان‌نشین را در آن شبه جزیره تأسیس کردند- سلطان‌نشین پراک در شمال، و سلطان‌نشین جوهور در جنوب. پس از سقوط ملاکا، سه کشور برسر کنترل تنگه ملاکا با یکدیگر به جدال پرداختند: پرتغالی‌ها (در ملاکا)، سلطان‌نشین جوهور، و سلطان‌نشین آچه. این درگیری‌ها تا زمانی که هلند کنترل ملاکا را به دست گرفت در سال ۱۶۴۱ ادامه داشت.
انگلستان اولین مستعمره در شبه جزیره مالایا را در سال ۱۷۸۶، با اجاره جزیره پنانگ، بنیان‌گذاری نمود.
در سال ۱۸۲۴، بریتانیا در پی پیمان ۱۸۲۴ انگلیس - هلند که مجمع الجزایر مالایا را به دو بخش بریتانیایی و هلندی تقسیم کرده بود و مالایا در حوزه انگلیس قرار داشت، ملاکا را تحت کنترل خود درآورد. در سال ۱۸۲۶، بریتانیا مستعمره سلطنتی مربوط به مستعمرات تنگه‌ها را با یکی نمودن سه ملک خود پنانگ، ملاکا و سنگاپور، بنیان‌گذاری نمود. مستعمرات این تنگه‌ها تا سال ۱۸۶۷، هنگامی که آن‌ها دفتر این مستعمره را به لندن منقل کردند تحت نظارت شرکت هند شرقی در کلکته اداره می‌شد.
طی اواخر قرن ۱۹، تعدادی از ایالات مالایی تصمیم گرفت به انگلستان در فرونشاندن درگیری‌های داخلی کمک کنند. اهمیت اواخر قرن ۱۹، تعدادی از سران ایالات مالایی تصمیم گرفتند به بریتانیا در فرونشاندن درگیری‌های داخلی کمک کنند. اهمیت بازرگانی استخراج معادن قلع در ایالات مالایی برای تجار در مستعمرات تنگه‌ها سبب دخالت دولت بریتانیا در تولید قلع در ایالات شبه جزیره مالایی گشت. سیاست زور بریتانیا موجب حل مسالمت آمیز تنش‌های داخلی به وجود آمده توسط خرابکاران چینی شد و پیمان پانگکور در سال ۱۸۲۴ راه را برای توسعه نفوذ بریتانیا در مالایا هموار ساخت. در پایان قرن ۲۰، ایالات پاهنگ، سلانگور، پراک و نگری سمبیلان، با یکدیگر ایالات فدراتیو مالایی را تشکیل دادند (نباید با فدراسیون مالایا اشتباه شود) که تحت کنترل «رسمی» ساکنان بریتانیایی قرار داشت که برای مشاوره با حاکمان مالایی منصوب شده بودند. انگلیسی‌ها به ظاهر «مستشار» بودند اما در واقع آن‌ها اربابان صحنه گردان در پس حاکمان مالایایی محسوب می‌شدند.
پنج ایالات باقی‌مانده در شبه جزیره نیز، که تحت عنوان ایالات غیر فدراتیو مالایی شناخته می‌شدند، به‌طور مستقیم تحت نظارت بریتانیا نبودند. مالایی‌ها حضور مستشاران انگلیسی را در پایان قرن قرن بیستم پذیرفتند. از میان اینها، چهار ایالت شمالی پرلیس، کداه، کلانتان و ترنگانو از قبل تحت کنترل سیامی قرار داشتند.
ساباه در جزیره برنئو به عنوان مستعمره پادشاهی برنئوی شمالی حکومت می‌کرد، اما ساراواک به عنوان قلمرو شخصی خانواده بروک که به صورت راجاهای سفید حکومت می‌کردند، از برونئی گرفته شد. بر اساس بخشی از تاریخ، منطقه سلطان‌نشین سولو به عنوان هدیه جهت کمک به سلطان برونئی علیه دشمنانش اعطا گردید، و از آن پس بخشی از بورنئو به عنوان قسمتی از قلمرو سلطان سولو شناخته شد.
در سال ۱۸۷۸، بارون فون اووربک که یک شریک اتریشی بود در شرکت برونئوی شمالی بریتانیا حضور داشت و شریک بریتانیایی وی آلفرد دنت، منطقه معروف به «ساباه» – که ترجمه عادی آن «سرزمین تحت بادها» می‌شود- را اجاره نمودند. در عوض شرکت برای سلطان اسلحه تهیه می‌نمود تا علیه اسپانیایی‌ها مقاومت کند و کرایه سالانه آن ۵۰۰۰ رینگیت مالزی بر اساس ارزش دلار مکزیک یا معادل طلا در آن زمان بود. این اجاره تا زمان استقلال و تشکیل فدراسیون مالزی با فدراسیون مالایایی، ساراواک و سنگاپور در ۱۹۶۳ ادامه یافت. تا این روزها، اهالی مالزی به پرداخت اجاره‌ای ۵۳۰۰ رینگیت مالزی- که ۳۰۰ رینگیت از اجاره اولیه بیشتر بود، ادامه داده‌اند.
در پی تصرف مالزی از سوی ژاپنیها در (۱۹۴۵-۱۹۴۲) طی جنگ جهانی دوم، حمایت عمومی از استقلال افزایش یافت. برنامه‌های پس از جنگ انگلیسی‌ها برای یکپارچگی اداره مالایا تحت یک مستعمره پادشاهی واحد که اتحادیه مالایی نامیده شد با مخالفت شدید از سوی مالایایی‌ها موجه شد که مخالف تضعیف حاکمان مالایایی و اعطای شهروندی به نژاد چینی بودند. اتحادیه مالایایی در سال ۱۹۴۶ تأسیس شد و شامل تمامی املاک بریتانیادر مالایا به استثنای سنگاپور می‌شد، در سال ۱۹۴۸ منحل گردید و با فدراسیون مالایا جایگزین شد که باعث حفظ خودمختاری حاکمان مالایایی ایالات تحت‌الحمایه بریتانیا در آن می‌شد.
طی این زمان، شورشیان تحت رهبری حزب کمونیست مالایا عملیات چریکی خود را برای مجبور ساختن بریتانیا به خروج از مالایا انجام دادند. دوره شناخته شده اضطراری مالایا از سال ۱۹۴۸ تا ۱۹۶۰ طول کشید، و شامل مبارزه ضدشورش طولانی از سوی نیروهای کشورهای مشترک‌المنافع در مالایا بود. در برابر این دورنما، استقلال برای فدراسیون در داخل مشترک‌المنافع در ۳۱ اوت ۱۹۵۷ اعطا گردید.
در سال ۱۹۶۳، این فدراسیون با پذیرش مستعمرات سلطنتی جدید بریتانیا در سنگاپور، ساباه (بورنئوی شمالی بریتانیا) و ساراواک، تغییر نام داد. سلطان‌نشین برونئی در ابتدا نسبت به پیوستن به این فدراسیون ابراز تمایل نمود، ولی در اثر مخالفت از سوی فرقه‌های مشخصی از مردم و نیز مشاجرات بر سر پرداخت حق‌الامتیاز نفتی و جایگاه سلطان در این اتحادیه ادغامی از آن خارج شد.
سالهای اولیه استقلال، مالزی با مشکلاتی در اثر درگیری با اندونزی همراه بود و سرانجام در سال ۱۹۶۵ سنگاپور از مالزی جدا شد و اعلام استقلال نمود.
درگیری قومیتی به شکل واقعه ۱۳ مه شورش‌های نژادی در سال ۱۹۶۹ رخ داد. در سال ۱۷۰۴، فیلیپین بر اساس واگذاری مناطق شمال شرقی از سوی سلطان‌نشین برونئی به سلطان‌نشین سولو، نیز یک مدعی فعال برای ساباه در آن دوره بود که این ادعا هنوز هم پابرجا است.
پس از و اقعه ۱۳می|شورشهای نژادی ۱۳ مه در سال ۱۹۶۹، سیاست جدید اقتصادی – افزایش سهم سود اقتصادی مورد تملک اهالی بومیپوترا در برابر دیگر گروه‌های نژادی در نظر گرفت- که از سوی نخست‌وزیر تون عبدالرازک پیاده شد. از این پس مالزی توازن نژادی – سیاسی مطلوب خود را با یک نظام حکومتی حفظ کرده که می‌کوشد تا توسعه فراگیر اقتصادی را با سیاست‌های اقتصادی که مورد علاقه بومیپوتراها می‌باشد، ترکیب کند.
بین دهه ۱۹۸۰ و دهه ۱۹۹۰، مالزی رشد چشمگیر اقتصادی را تحت رهبری دکتر مهاتیر محمد تون، تجربه کرد. این دوره به عنوان انتقال از اقتصاد مبتنی بر کشاورزی به اقتصاد سازندگی و صنعت محور در حوزه‌هایی چون کامپیوتر و وسایل الکترونیک برای عرضه به مشتری، محسوب می‌شود. در طی این دوران نیز بود که منظره فیزیکی مالزی با ایجاد پروژه‌های کلان و متعدد تغییر یافته‌است. شمارعمده‌ای از این پروژه‌ها عبارتند از برجهای دوقلوی پتروناس (تا این زمان بلندترین ساختمان جهان است)، فرودگاه بین‌المللی، ساختمان گردان سپانگ ۱ F، ابرتونل چند رسانه‌ای (MSC)، سد برقابی باکن و پوتراجاوا، یک مرکز جدید اداری فدرال.
در اواخر دهه ۱۹۹۰، مالزی در اثر بحران مالی آسیا و نیز ناآرامی سیاسی ایجاد شده به دلیل برکناری معاون نخست‌وزیر داتوسری انور ابراهیم، دچار تزلزل شد. در سال ۲۰۰۳، دکتر مهاتیر، پرسابقه‌ترین نخست‌وزیر مالزی، به نفع معاون خود عبداله احمد بداوی، که معمولاً به نام Pak Lah شناخته می‌شود، از حکومت کناره‌گیری کرد.